# Gott der Herr ist Sonn und Schild

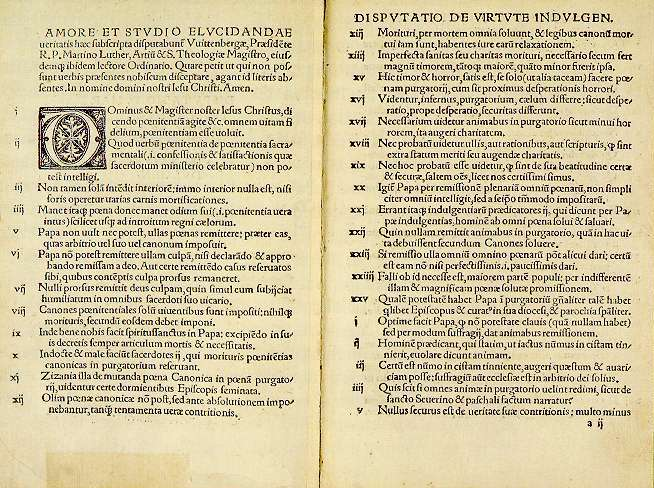
Fac-simile des 95 Thèses de Luther à l'origine de la Réforme

Gott der Herr ist Sonn und Schild (Dieu, le Seigneur, est soleil et bouclier), (BWV 79), est une cantate religieuse de Jean Sébastien Bach composée à Leipzig en 1725.

## Histoire et livret
Bach  écrit cette cantate pour la Fête de la Réformation le 31 octobre. Pour cette destination liturgique, deux autres cantates ont franchi le seuil de la postérité : les BWV 80 et 80b. Les lectures prescrites pour ce jour de fête sont issus de la deuxième épître aux Thessaloniciens, « sois inébranlable face aux adversaires » (2:3–8}, et du l'Apocalypse, « crains Dieu et honore le » (14:6–8). Un poète inconnu ne se préoccupe pas des lectures mais rend honneur à la fête et commence par une citation du psaume 84 (83) (84:11) et inclut la première strophe du cantique Nun danket alle Gott de Martin Rinckart et pour le choral de clôture la dernière strophe du Nun lasst uns Gott dem Herren de Ludwig Helmbold,.
Bach inaugure la cantate le 31 octobre 1725. Il la dirige de nouveau, probablement en 1730 quand il la réorchestre en doublant les hautbois par des flûtes et en attribuant l'instrument obbligato à une flûte dans l'aria de l'alto. Il emploie la musique pour le chœur d'ouverture et de nouveau pour le duo dans sa messe en sol majeur, BWV 236, et la musique de l'aria de l'alto dans sa messe en la majeur, BWV 234.

## Structure et instrumentation
La cantate est écrite pour deux cor, timbales, deux flûtes traversières, deux hautbois, deux violons, alto et basse continue avec trois voix solistes (soprano, alto, basse) et chœur à quatre voix.
Il y a six mouvements :
1. chœur : Gott, der Herr, ist Sonn' und Schild
2. aria (alto) : Gott ist unser Sonn' und Schild!
3. choral : Nun danket alle Gott
4. récitatif (basse) : Gott Lob! wir wissen den rechten Weg zur Seligkeit
5. duo (soprano et basse) : Gott, ach Gott, verlass die Deinen nimmermehr
6. choral : Erhalt' uns in der Wahrheit

## Musique

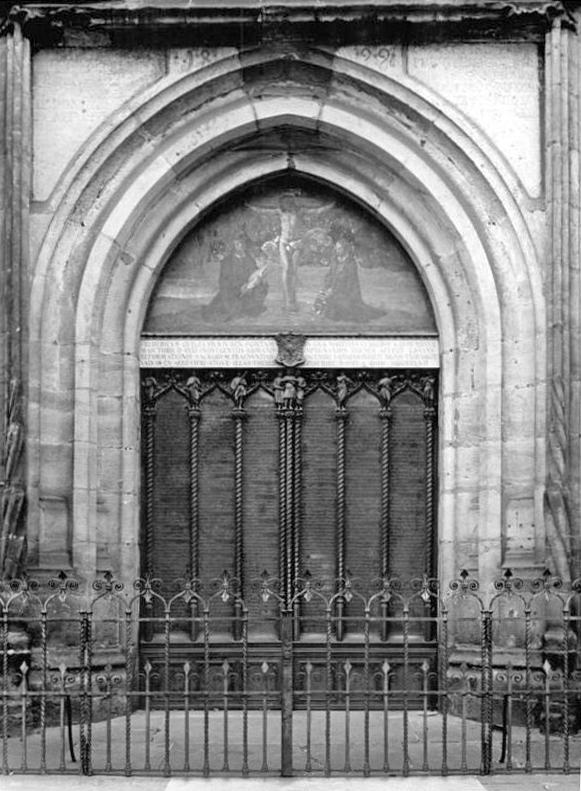
Porte principale de l'église de la Toussaint de Wittemberg

John Eliot Gardiner, qui a dirigé les cantates pour la fête de la Réforme à l'église de la Toussaint de Wittemberg d'où est partie la Réforme protestante, décrit le chœur d'ouverture comme une procession de cérémonie et entend le « frappement incessant du tambour » accompagnant les « fanfares des cors élevés » comme « le martèlement des thèses de Luther à la porte de chêne à l'arrière de l'église ». La ritournelle instrumentale introduit deux thèmes : « un thème festif semblable à une marche pour les cors et les timbales » et un contre-thème plus animé qui se développe à partir d'une note entendue sept fois. L'aria qui suit exprime les mêmes idées d'une façon personnelle, « tranquille et individuelle ». Dans le troisième mouvement, qui est le premier choral, Bach utilise de nouveau le premier thème de l'ouverture, simultanément avec l'air du choral. Helmuth Rilling note l'unité du sujet, la louange et la grâce à Dieu dans les trois premiers mouvements. Gardiner suppose que le sermon peut avoir suivi le choral.
L'unique récitatif, chanté par la basse, mentionne les raisons de la grâce pour cette occasion. Du hast uns durch dein Wort gewiesen (« Tu nous a instruit par ta parole »), porte sur les « questions fondamentales de la Réforme » comme le souligne Rilling. Gardiner entend dans l'« innocent » duo de la seconde partie « un écho précurseur ... de Papageno et Papagena, impression mozartienne renforcée par une touche d'Eine kleine Nachtmusik dans la ritournelle du violon ». La cantate se termine sur une disposition en quatre parties du second choral, une demande pour que soit accordées la vérité et la liberté,.

## Source
- (en) Cet article est partiellement ou en totalité issu de l’article de Wikipédia en anglais intitulé « Gott der Herr ist Sonn und Schild, BWV 79 » (voir la liste des auteurs).